# Kowalewo Pomorskie
Kowalewo Pomorskie (deutsch Schönsee) ist eine Stadt in der polnischen Woiwodschaft Kujawien-Pommern. Sie ist Sitz der gleichnamigen Stadt- und Landgemeinde mit etwa 11.500 Einwohnern.

## Geographische Lage
Die Stadt liegt im ehemaligen Westpreußen, südlich der Städte Malbork (Marienburg) und Kwidzyn (Marienwerder), etwa 25 Kilometer nordöstlich von Toruń (Thorn).

## Geschichte

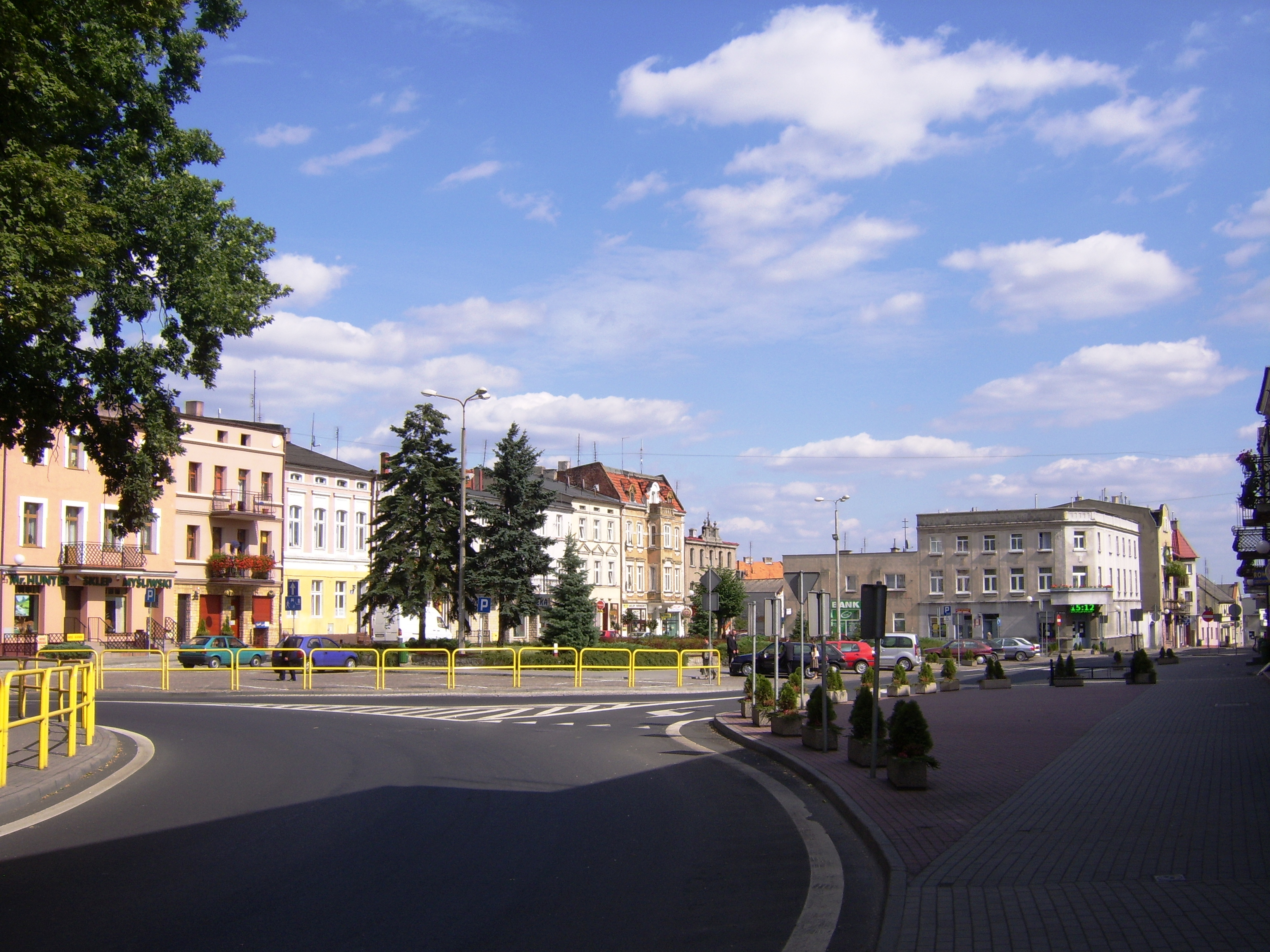
Platz im Stadtzentrum

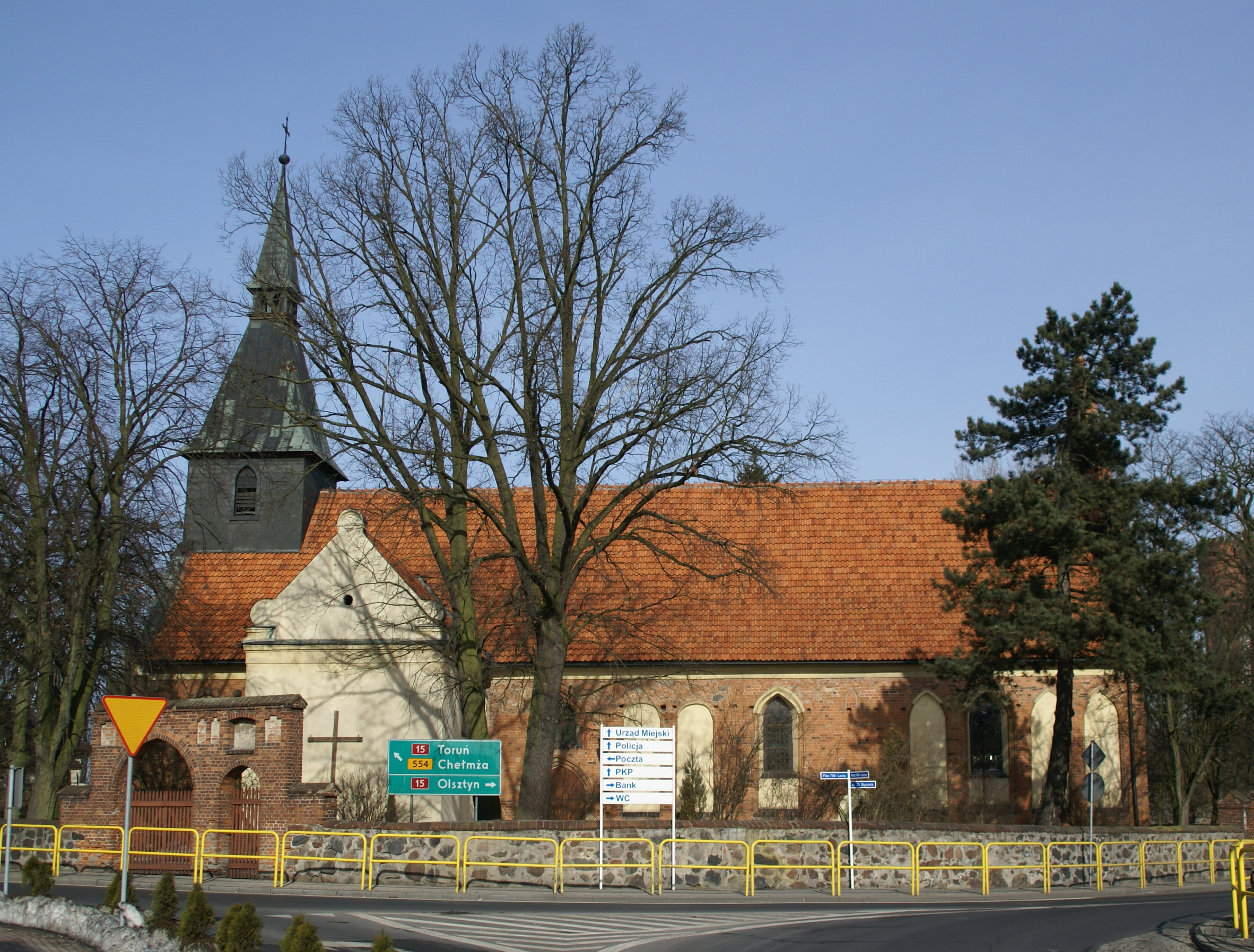
Stadtkirche

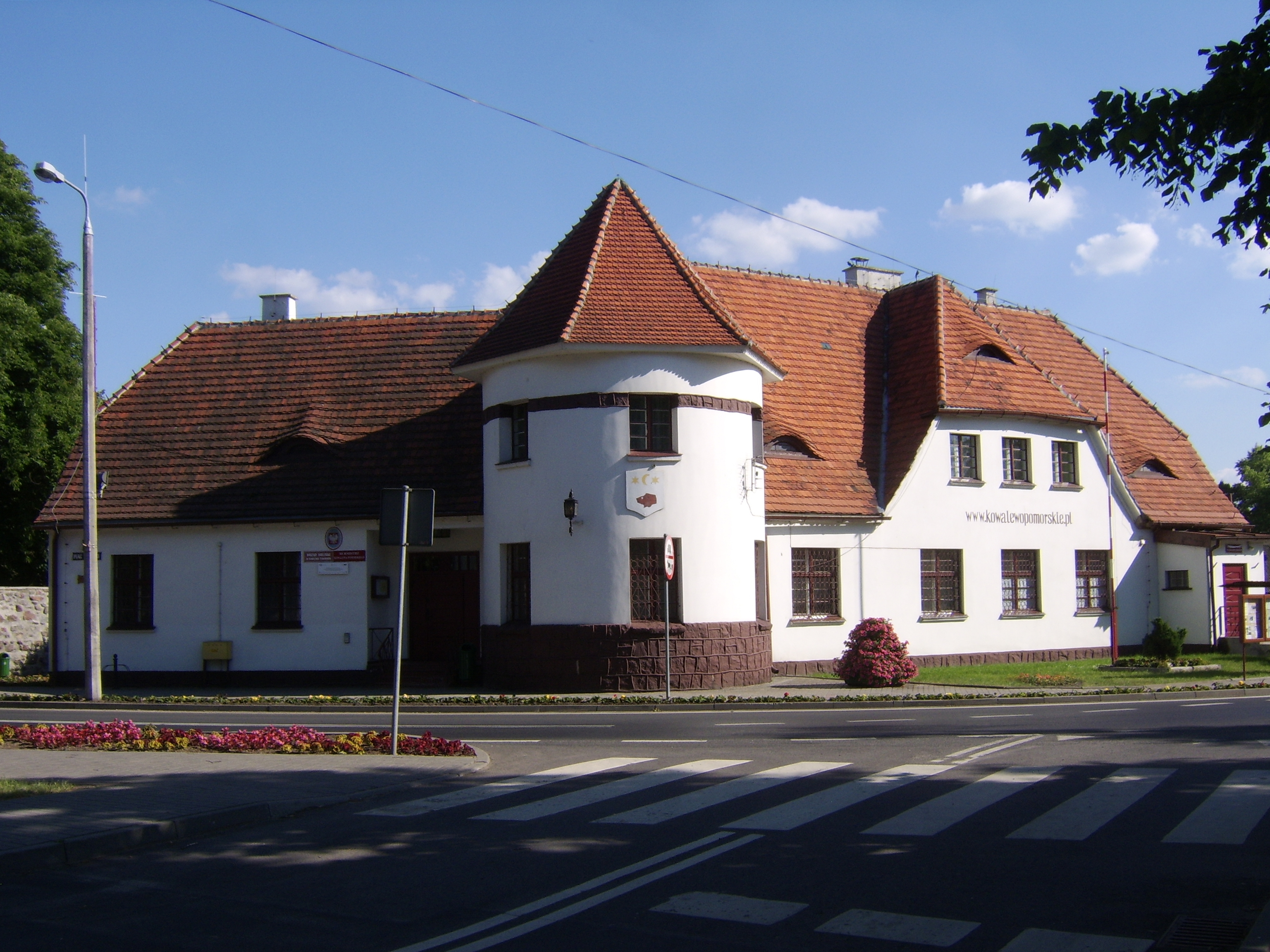
Haus des Baujahrs 1912

Am 5. August 1222 beurkundet Konrad, Herzog in Masowien und Kujawien, dass er dem ersten Bischof von Preußen, Christian, für die Erlaubnis, welcher dieser den nach Preußen bestimmten Kreuzfahrern zum Wiederaufbau der Burg Culmen (Kulm) erteilt, einen Teil des Kulmer Landes verliehen habe, darunter auch die ehemalige Burg Grudenz und das Dorf Kowalewo, alle im Osten des Kulmer Landes gelegen. Seit 1231 gehörte der Ort zum Deutschordensstaat. Im Jahr 1269 war bereits eine Ordensburg vorhanden. Wann genau der Ort Stadtrecht erhielt, ist nicht gesichert, 1275 besaß Schönsee Stadtrecht. 1278 wurde Schönsee Sitz einer Kommende. Die Stadt wurde in dieser Zeit mehrfach angegriffen, konnte sich aber stets erfolgreich verteidigen. So versuchten 1273 die Pruzzen, 1330 Władysław I. Ellenlang und 1422 Władysław II. Jagiełło, den Ort einzunehmen. Die Ordensburg Schönsee gehörte zu den bedeutendsten Schlössern des Deutschen Ordens im Kulmer Land.
1466 kam die Stadt nach dem Zweiten Frieden von Thorn als Teil des autonomen Königlichen Preußens unter die Oberhoheit der Krone Polen-Litauens. Im 15. Jahrhundert gab es etwa 120 Wohngebäude in Schönsee. Der Ort hatte nach den Nordischen Kriegen nur noch 34 Häuser.
Durch die Erste Teilung Polen-Litauens 1772 wurde Schönsee unter Friedrich II. von Preußen annektiert. Während der Franzosenzeit die Schwäche des preußischen Heeres nach der Schlacht bei Jena und Auerstedt ausnutzend, besetzten am 5. Dezember 1806 polnische Truppen die Stadt, die anschließend von 1807 bis 1815 dem Herzogtum Warschau angegliedert war.
1815 kam Schönsee durch den Wiener Kongress bis 1920 wieder an Preußen. 1833 verlor Schönsee sein Stadtrecht und erhielt es 1873 (nach anderen Quellen erst 1929) wieder. 1871 erfolgte der Anschluss an das Schienennetz, und zum 1. November 1900 erfolgte der Anschluss an das Telefonnetz, Die Freiwillige Feuerwehr wurde 1883 gegründet. 1907 kam es in der katholischen Schule nach dem Vorbild des Wreschener Schulstreiks zu einem Streik von Schülern, die von ihren Eltern angehalten worden waren, nicht am deutschsprachigen Religionsunterricht teilzunehmen. Der Streik wurde von der preußischen Verwaltung mit harten Sanktionen beendet.
Bis 1920 gehörte Schönsee zum Kreis Briesen im Regierungsbezirk Marienwerder der preußischen Provinz Westpreußen im Deutschen Reich.

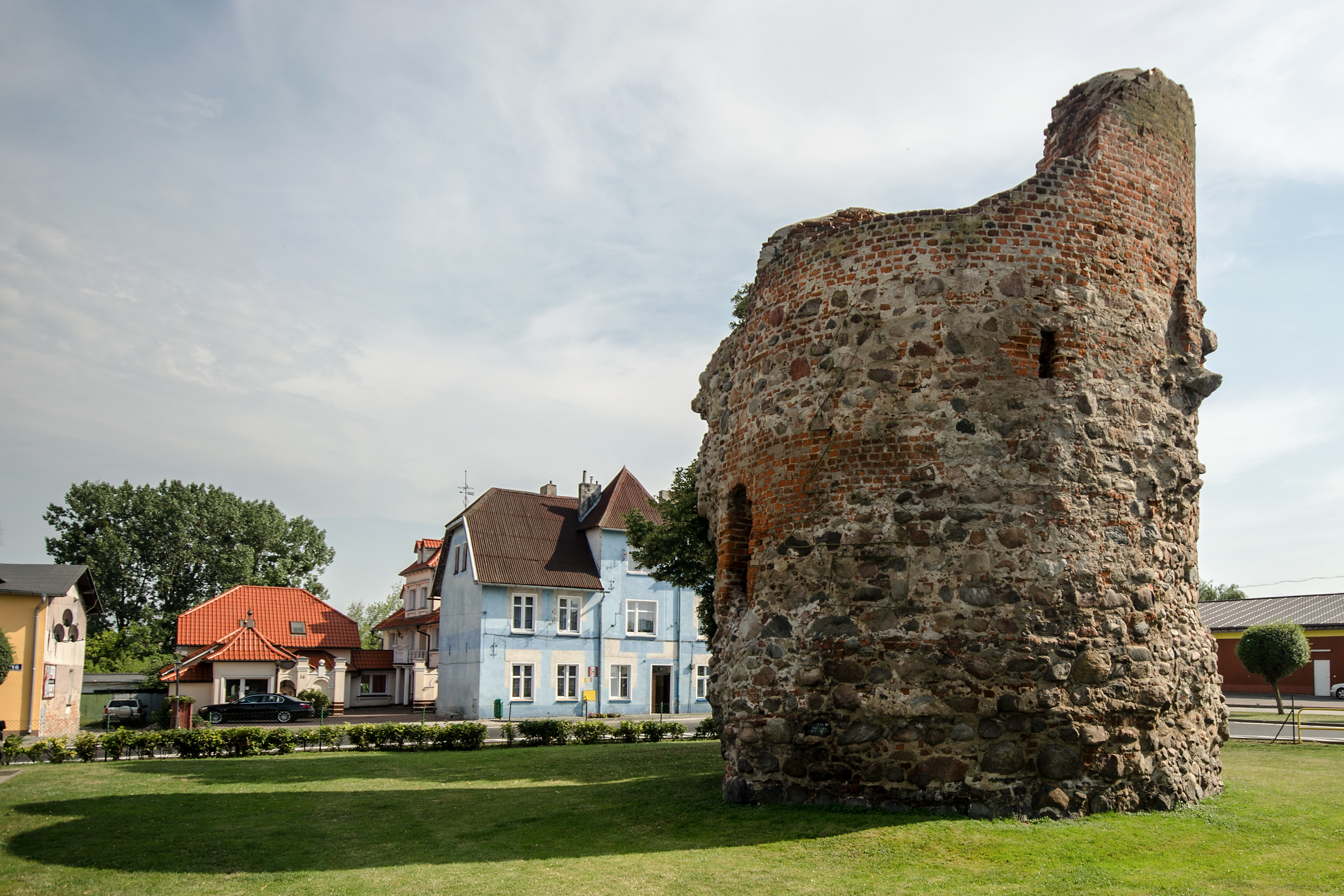
Fragment einer mittelalterlichen Stadtmauer
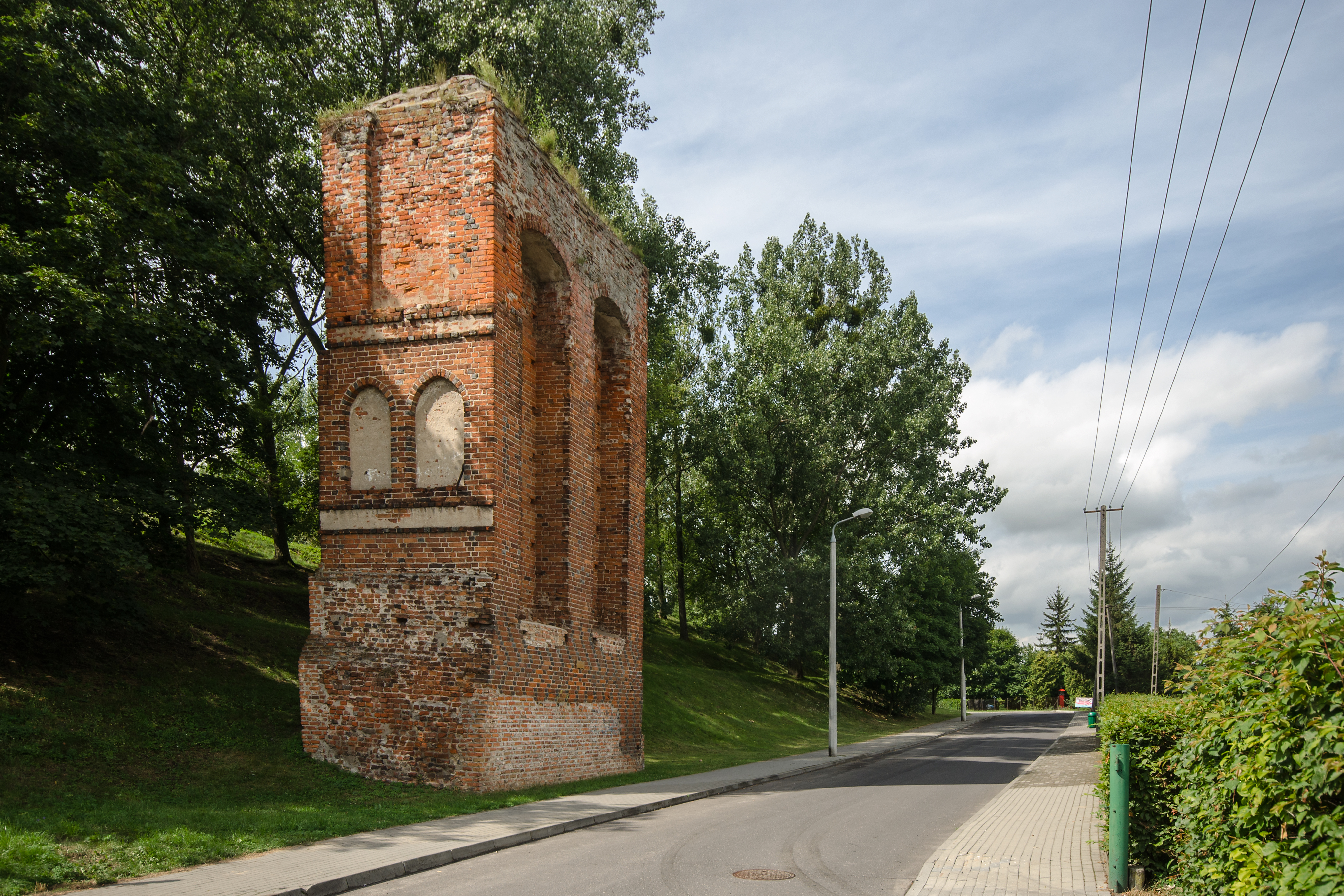
Ruinenrest der Ordensburg

Nach dem Ersten Weltkrieg kam Schönsee 1920 aufgrund der Bestimmungen des Versailler Vertrags zur Einrichtung des Polnischen Korridors an die polnische Woiwodschaft Pommerellen. Schönsee wurde in Kowalewo Pomorskie umbenannt. Im Schuljahr 1934/35 gingen etwa 600 Schüler in der Stadt zur Schule. Durch den Überfall auf Polen wurde die Stadt am 7. September 1939 vom Deutschen Reich völkerrechtswidrig annektiert und wurde nunmehr in den Reichsgau Danzig-Westpreußen eingegliedert, zu dem Schönsee bis 1945 gehörte.
Gegen Ende des Zweiten Weltkriegs besetzte am 23. Januar 1945 die Rote Armee die Region. Soweit deutsche Bewohner nicht geflohen waren, wurden sie in der darauf folgenden Zeit vertrieben.

## Bevölkerungsentwicklung
| Jahr | Einwohner | Anmerkungen                                  |
| ---- | --------- | -------------------------------------------- |
| 1831 | 0588      | größtenteils Polen                           |
| 1864 | 1119      | darunter 309 Evangelische und 630 Katholiken |
| 1885 | 1643      | [ 8 ]                                        |

Nachfolgend die graphische Darstellung der Einwohnerentwicklung.

## Politik

### Wappen
Das heutige Wappen geht zurück auf das Wappen des Komturs im 14. Jahrhundert. Es zeigt einen Fisch sowie darüber zwei Sterne und einen Mond. Die Sterne sind vermutlich religiöse Symbole.

## Sehenswürdigkeiten
- Pfarrkirche, errichtet zwischen 1286 und 1300
- Rest der Burganlage aus dem 13. Jahrhundert

## Wirtschaft und Infrastruktur
Am 31. Dezember 2007 waren in der Stadt Kowalewo Pomorskie 593 Menschen arbeitslos gemeldet. Dies war ein Rückgang von 458 im Vergleich zu 2005.

### Verkehr
Der Bahnhof Kowalewo Pomorskie liegt an der Kreuzung der Strecke Toruń–Olsztyn mit der hier stillgelegten Strecke Brodnica–Bydgoszcz.
Durch Kowalewo Pomorskie führt die Landesstraße 15 (droga krajowa 15). Im Süden führt sie nach etwa 25 Kilometern nach Toruń, im Nord-Osten nach 35 Kilometern durch Brodnica. Von Ost nach West führt die Wojewodschaftsstraße 554 (droga wojewódzka nr 554) durch die Stadt. Diese mündet nach etwa acht Kilometern bei dem Dorf Orzechowo in die Wojewodschaftsstraße 551. Im Osten führt die 554 nach zehn Kilometern durch Golub-Dobrzyń.
Der nächste internationale Flughafen ist der Ignacy-Jan-Paderewski-Flughafen Bydgoszcz, der etwa 60 Kilometer südwestlich von Kowalewo Pomorskie liegt.

## Gmina Kowalewo Pomorskie
Zur Stadt-und-Land-Gemeinde gehören die Stadt selbst und weitere Ortschaften mit insgesamt 11.500 Einwohnern.

## Persönlichkeiten

### Söhne und Töchter der Stadt
- Claas Epp (1803–1881), westpreußischer Mennonit
- Anton von Kalkstein (1839–1918), Rittergutsbesitzer, Politiker, Mitglied des Reichstages
- Ludolf Müller (1917–2009), Slawist und Literaturwissenschaftler
- Wilhelm von Osten (1838–1909), Besitzer des Pferdes Kluger Hans
- Heinz Schwabe (1910–1988), Zeichner und Grafiker
- Jan Moll (1912–1990), Herzchirurg
- Udo Kern (* 1942), lutherischer Theologe
- Janusz Zemke (* 1949), polnischer Politiker

### Persönlichkeiten, die mit der Stadt verbunden sind
- Ludwig von Erlichshausen (1410–1467), Komtur in Schönsee/Kowalewo Pomorskie von 1442 bis 1447
- Ludolf Hermann Müller (1882–1959), 1917 bis 1920 Pfarrer in Schönsee, später Bischof der Evangelischen Kirche der Kirchenprovinz Sachsen